# Confraria do Rosário
A Confraria do Rosário é uma irmandade religiosa fundada há 150 anos, no Sertão de Pernambuco.

## Biografia
Segundo registros históricos, os escravos da Fazenda Grande em Floresta, descendentes de nobres do Congo, tinham apenas um feriado por ano, o dia 31 dezembro, que aproveitavam para coroar um rei e uma rainha. A ideia da celebração era mostrar à população que também tinham sangue nobre. Não se sabe ao certo a data da primeira celebração realizada pela Confraria do Rosário, mas consta nos registros que, desde 1792, reis e rainhas negros eram escolhidos como representantes dos escravos da região. Até os dias de hoje, os 36 membros da irmandade mantém um roteiro de celebração, em que o cortejo real, acompanhado de espadins e uma banda de pífanos (com caixa, zabumba e pífanos) segue para a igreja de Nossa Senhora do Rosário, onde ocorre uma cerimônia religiosa. Da igreja, o cortejo se dirige para a casa da Confraria do Rosário, onde o almoço é distribuído para todos e são escolhidos e coroados o rei e a rainha do próximo ano. O hasteamento da bandeira de Nossa Senhora do Rosário e a coroação do Rei e Rainha do Congo se configuram, atualmente, como a mais famosa e tradicional manifestação cultural e religiosa de Floresta, endossando um sentido comunitário único.

## Título
Em 2007, a Confraria do Rosário recebeu o título de Patrimônio Vivo de Pernambuco, e segue valorizando e preservando as tradições desta comunidade de sentidos, de um grupo de negros que cultua e mantém sua memória ancestral.